# Borough Green
Borough Green är en ort och civil parish i grevskapet Kent i sydöstra England. Orten ligger i distriktet Tonbridge and Malling, mellan städerna Maidstone och Sevenoaks. Civil parishen hade 4 335 invånare vid folkräkningen år 2021.